# Sunsets
Sunsets è un singolo del gruppo musicale australiano Powderfinger, pubblicato nel 2004 ed estratto dal loro quinto album in studio Vulture Street.

## Tracce
1. Sunsets
2. Sunsets (acoustic)
3. Rita (Audio Airlock Demos)
4. Not the Only One (Studio outtake)

## Formazione
- Bernard Fanning – chitarra, voce
- John Collins – basso
- Ian Haug – chitarra
- Jon Coghill – batteria
- Darren Middleton – chitarra